# Georgiacetus
Georgiacetus – rodzaj prawalenia z rodziny Protocetidae. Żył w środkowym eocenie (barton, 41–40 mln lat temu) na terenie dzisiejszych Stanów Zjednoczonych. Jedynym gatunkiem zaliczanym do tego rodzaju jest Georgiacetus vogtlensis.
Georgiacetus charakteryzował się długim rostrum oraz dużym dołem skroniowym, zapewniającym miejsca przyczepu mięśni. Prawdopodobnie polował na aktywne zwierzęta, często większe niż był w stanie połknąć – wskazuje na to niewielka liczba dużych, stosunkowo tępych zębów znajdujących się z przodu szczęk, umożliwiających porcjowanie zdobyczy.
Blisko spokrewnionym z Georgiacetus prawaleniem był Protocetus – czaszki przedstawicieli tych dwóch rodzajów miały podobne proporcje, jednak czaszka Georgiacetus była o około 30% dłuższa. Różnice dotyczyły również uzębienia – stosunkowo mniejsza była diastema pomiędzy drugim a trzecim przedtrzonowcem. Budowa kręgów jest podobna, jednak kręgi Georgiacetus są bardziej masywne. Wskazuje ona, że Georgiacetus nie miał płetwy ogonowej, występującej u geologicznie młodszych form prawaleni.

## Filogeneza
Kladogram Ungulatomorpha z zaznaczeniem pozycji Georgiacetus
```
Ungulatomorpha

|--
Altungulata

`--
Cetartiodactyla

   |--
Cetacea

   |  |--
Pakicetidae

   |  `--
Protocetidae

   |     |--
Georgiacetus

   |     `--
Basilosauridae

   |        |--
Basilosaurus

   |        `--
Autoceta

   `--
Artiodactyla
```